# چگونه پایان می‌پذیرد (فیلم ۲۰۱۸)
چگونه پایان می‌پذیرد (به انگلیسی: How It Ends) نام یک فیلم اکشن آمریکایی محصول ۲۰۱۸ میلادی است. کارگردان آن دیوید ام روزنتال است و فیلم‌نامهٔ آن را بروس مک‌لارن نگاشته است. تئو جیمز، فارست ویتاکر، گریس داو، کاترینا گراهام و مارک اوبرایان در این فیلم به ایفای نقش پرداخته‌اند. فیلم در ۱۳ ژوئیه ۲۰۱۸ از سوی نت‌فلیکس منتشر شده‌است.

## داستان
ویل (با بازی تئو جیمز) که به تازگی اطلاع پیدا کرده که دوست دخترش سم باردار است برای صحبت با پدر سم از سیاتل به شیکاگو می‌رود و طبق انتظار صحبت او با پدر سم (با بازی فارست ویتاکر) با کدورت به پایان می‌رسد. صبح او باید به سیاتل بازگردد که حین تماس ویدیویی با سم متوجه اتفاق وحشتناکی در سیاتل می‌شود. با مراجعه به فرودگاه متوجه می‌شود که پروازها به ساحل غربی آمریکا همگی کنسل شده‌است و به زودی ارتباط رسانه‌ای و برق در سراسر آمریکا قطع می‌شود. ویل به نزد پدر سم بازمی‌گردد و این دو برای نجات سم با خودرو راهی سفری پرماجرا به غرب می‌شوند.